# Andreas Butz (Trainer)

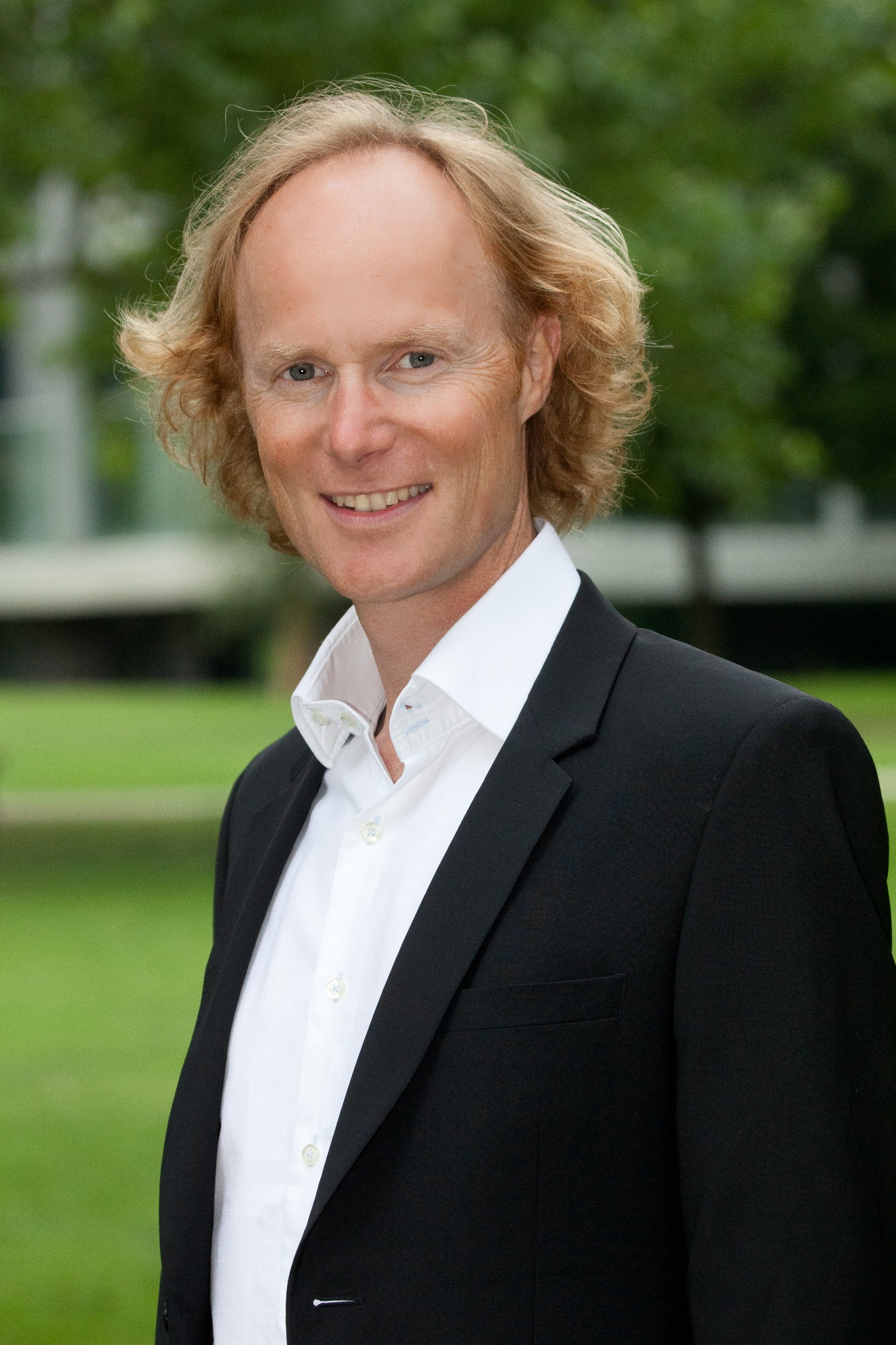
Andreas Butz, 2011

Andreas Butz (* 18. Oktober 1965 in Düren) ist ein deutscher Buchautor, Trainer und Vortragsredner.

## Leben
Nach der Ausbildung zum Bankkaufmann im Jahr 1988 bei der Dresdner Bank AG war er zunächst bis 2001 in verschiedenen Banken und Unternehmen für Marketing und Vertriebsaufgaben zuständig. Im Jahr 2000 gründete er die Butz & Friends GmbH, die 2017 in Laufcampus GmbH umbenannt wurde. Seit 2019 werden unter der Marke Vitality Kochschule auch Kochkurse angeboten.
Als Trainer leitet er Laufseminare in Deutschland, Spanien und der Schweiz. In seiner Praxis in Euskirchen betreut er Kunden mit Leistungsdiagnostik und Trainingskonzepten nach der von ihm selbst entwickelten Laufcampus-Methode. Neben Herbert Steffny zählt Butz zu den bekannten Marathontrainern in Deutschland.
Butz lebt seit 2004 mit seiner Frau und einem Sohn in Euskirchen.

## Sportliche Karriere
Butz ist Marathon- sowie Ultramarathonläufer. Am 20. Mai 2012 lief er beim Brathay Windermere Marathon seinen bisher 100. Marathon, bis Ende 2022 beendete er 186 Marathons. Die Liste seiner Marathonläufe veröffentlicht er auf seiner Internetseite. Seine Marathon-Bestzeit liegt bei 3:04:14 Stunden. Im Jahr 2022 lief er 21 Marathons in 21 Tagen und sammelte dabei 27.000 Euro an Spenden zu Gunsten des Selbsthilfevereins ALS – Alle Lieben Schmidt e.V. Er besitzt ein DLV-Startrecht für den LC Euskirchen.

## Referent
Neben seiner Tätigkeit als Lauftrainer hält Butz Vorträge zu Motivation und Erfolg durch Laufen für Unternehmen und Veranstalter. Als Autor hat er mehrere Bücher geschrieben und Artikel für Huffpost (2) und Capital sowie für Fachzeitschriften wie Runner’s World, aktiv laufen und Fit for Fun verfasst. Seit 2016 veröffentlicht Butz regelmäßig Kolumnen zu Lauftraining in der Onlineausgabe des Manager Magazins. (4)

## Schriften
- Runners High. Die Lust zu laufen. Copress, München 2002, ISBN 3-7679-0820-4.
- Das kommt vom Laufen. Schritt für Schritt zum Wunschgewicht. BLV, München 2007, ISBN 978-3-8354-0129-7.
- Andreas Butz, Gisela Butz: Vitale Läuferküche. Mit 66 Rezepten für Ihre Fitness. BLV, München 2009, ISBN 978-3-8354-0509-7.
- Richtig trainieren für den Halbmarathon. Mehr Erfolg mit der Laufcampus-Methode. 3. Ausgabe. BLV, München 2012, ISBN 978-3-8354-0968-2.
  - Petra Einfalt (Übers.): Pravilna vadba za polmaraton: do večjega uspeha z metodo tekaške šole Laufcampus, Grahovac, Ljubljana 2013, ISBN 978-961-6937-23-8.
- Markus Pabst, Andreas Butz: Athletiktraining für Ausdauersportler. Mehr Kraft, Energie und Beweglichkeit. BLV, München 2012, ISBN 978-3-8354-0948-4.
- Axel vom Schemm, Andreas Butz: Schwitzen für Erfolg. In Laufschuhen Karriere machen. laufcampus, Euskirchen 2015, ISBN 978-3-946175-75-9.